# DFW C.V
DFW C.V era uma família de aviões de reconhecimento alemães usados pela primeira vez em 1916 na Primeira Guerra Mundial. Como o seu antecessor, o DFW C.II, nesse tipo de avião a pessoa responsável por atirar ficava na parte traseira da aeronave, sentada e com uma metralhadora.

## Operadores
Império Alemão
- Luftstreitkräfte
- Kaiserliche Marine

 Reino da Bulgária
- Força Aérea da Bulgária

Operadores no pós-guerra:
 Polónia
- Força Aérea Polaca operou até 34 aeronaves.

 Estónia
- Força Aérea da Estônia operou quatro aeronaves DFW C.V.[1]

 Finlândia
- Força Aérea da Finlândia
  - 2 x DFW C.V (T29)

 Letônia
- Força Aérea da Letônia

 Ucrânia
- Força Aérea Ucraniana

### Citações
1. ↑  Gerdessen 1982, p.76